# 6è Exèrcit (Unió Soviètica)
El 6è Exèrcit va ser un exèrcit de camp de l'Exèrcit Roig soviètic, format quatre vegades durant la Segona Guerra Mundial i actiu a les Forces Terrestres Russes fins al 1998.
Va ser format per primera vegada a l'agost de 1939 al Districte Militar de Kíev a partir del Grup d'Exèrcits del Volotxiskaia (una formació amb mida de cos d'exèrcit). El setembre del 1939 participà en la invasió soviètica de Polònia. A l'inici de la guerra estava format pels Cossos de Fusellers 6è i 37è (que incloïen les divisions de fusellers 139a, 80a i 141a), el 4t i el 15è Cossos Mecanitzats, el 5è Cos de Cavalleria, les Regions Fortificades 4t i 6a i diverses unitats d'artilleria, sent desplegada a Lviv.
Començà la Segona Guerra Mundial com a part del Front Sud-oest. El Quarter General de l'Exèrcit va dissoldre's el 10 d'agost de 1941 després de la batalla d'Uman. En aquesta batalla, el 6è Exèrcit quedà atrapat en un gran encerclament al sud de Kíev, juntament amb el 12è Exèrcit.
Va ser immediatament reformat al Front Sud, recolzant-se principalment en el 48è Cos de Fusellers i d'altres unitats, i defensant la riba occidental del riu Dnepr, al nord-oest de Dnipropetrovsk. Va passar a formar part del Front Sud-oest i prengué part en accions defensives al Donbas, a l'operació Barvenkovo-Lozovaia i en la segona batalla de Khàrkov, però juntament amb el 57è Exèrcit, va quedar envoltat a la bossa d'Izium amb la pèrdua de 200.000 homes, i posteriorment va ser dissolt formalment.
El juliol del 1942 va ser reformat per tercera vegada a partir del 6è Exèrcit de Reserva, comprenent les divisions de fusellers 45a, 99a 141a, 160a, 174a, 212a, 219a i 309a, a més de la 141a Brigada de Fusellers. Va ser assignat subseqüentment als fronts de Voronej, Sud-oest i 3r Ucraïnès. El gener de 1943, el 6è Exèrcit es llançà contra les línies defensives de les divisions Alpini del 8è Exèrcit italià com a part de l'operació Petit Saturn. El 1944 prengué part en les ofensives de Nikopol-Krivii Rih, Berejnogova-Snigorovka i Odessa. Al juny de 1944, això no obstant, tornà a ser dissolt, reformant-se de nou el desembre de 1944 amb tropes del 3r Exèrcit de la Guàrdia i del 13è Exèrcit. L'1 de gener de 1945, el 6è Exèrcit consistia en el 22è Cos de Fusellers (218a i 273a divisions de fusellers), el 74è Cos de Fusellers (181a i 309a divisions de fusellers), la 359 divisió de fusellers, la 77a regió fortificada i d'altres unitats de suport.
Durant 1945, l'exèrcit prengué part el les ofensives de Sandomierz-Silesia i de la Baixa Silèsia. Durant l'ofensiva de la Baixa Silèsia al febrer de 1945, el 6è Exèrcit assetjà la Fortalesa Breslau (Festung Breslau) durant la batalla de Breslau. Posteriorment lluità a l'ofensiva de Bresla.
Després del final de la Segona Guerra Mundial, el 6è Exèrcit va ser retirat d'Alemanya i estacionat breument al Districte Militar d'Orlovskii, abans de ser dissolt al Districte Militar de Voronej a finals de 1945.
La seva segona formació va ser reformada al Districte Militar de Leningrad el 1960, amb el quarter general a Petrozavodsk. El gener de 1969 consistia en la 161a Brigada d'Artilleria, el 182è Regiment MRL, el 485è Regiment Separat d'Helicòpters, la 54è divisió motoritzada de fusellers (Allakurtti), la 111a divisió motoritzada de fusellers (Sottaval) i la 131a divisió motoritzada de fusellers (Petxenga). Es va dissoldre definitivament el 1997-98, després de la dissolució de la Unió Soviètica.

## Comandants
- tinent general Ivan Muzitxenko (26-7-1940 – 8-10-1941) - capturat
- tinent general Rodion Malinovski (25-8-1941 - 24-12-1941)
- tinent general Avksientii Gorodnianskii (25-1-1942 – † 27-5-1942)
- tinent general Fedor Kharitonov (8-7-1942 – 20-5-1943) († 28-5-1943)
- tinent general J. Xlemin (21-5-1943 – 28-5-1944) († 5-1944)
- coronel general Viatxeslav Tsvetaiev (12-9-1944 – 29-9-1944)
- major general F. Kulixev (29-9-1944 – 6-12-1944)
- tinent general Vladimir Gluzdovski (12-7-1944 – 9-5-1945)

### Comissaris polítics
- Comissari de Divisió N. Popov (5-6-1940 – 8-10-1941)
- Comissari de Brigada K. Krainyukov (25-8-1941 – 1-9-1941)
- Comissari de Brigada I. Laringe (1-9-1941 – 30-12-1941)
- Comissari de Divisió E. Pojidaev (30-12-1941 – 19-4-1942)
- Comissari de Brigada L. Danilov (20-4-1942 – 6-10-1942)
- Comissari del Cos L. Mehlis (7-4-1942 – 25-9-1942)
- Comissari de Divisió, General d'Aviació J. Klokov (5-10-1942 – 7-9-1945)